# Bão Rick (2009)
Bão Rick là cơn bão mạnh nhất mùa bão 2009 cùng với bão Nida ở Tây Bắc Thái Bình Dương, Rick là bão mạnh thứ 3 trong lịch sử mùa bão Đông Bắc Thái Bình Dương sau Bão Linda và bão Patricia.